# Croix monumentale à Hémonstoir
Ne doit pas être confondu avec Croix à Hémonstoir.
La croix est située à Hémonstoir en France.

## Localisation
La croix est située sur le territoire de la commune de Hémonstoir, dans le département des Côtes-d'Armor en région Bretagne.

## Historique
La croix, élevée au XVIIIe siècle, est inscrite au titre des monuments historiques par arrêté du 27 mars 1926.

## Galerie

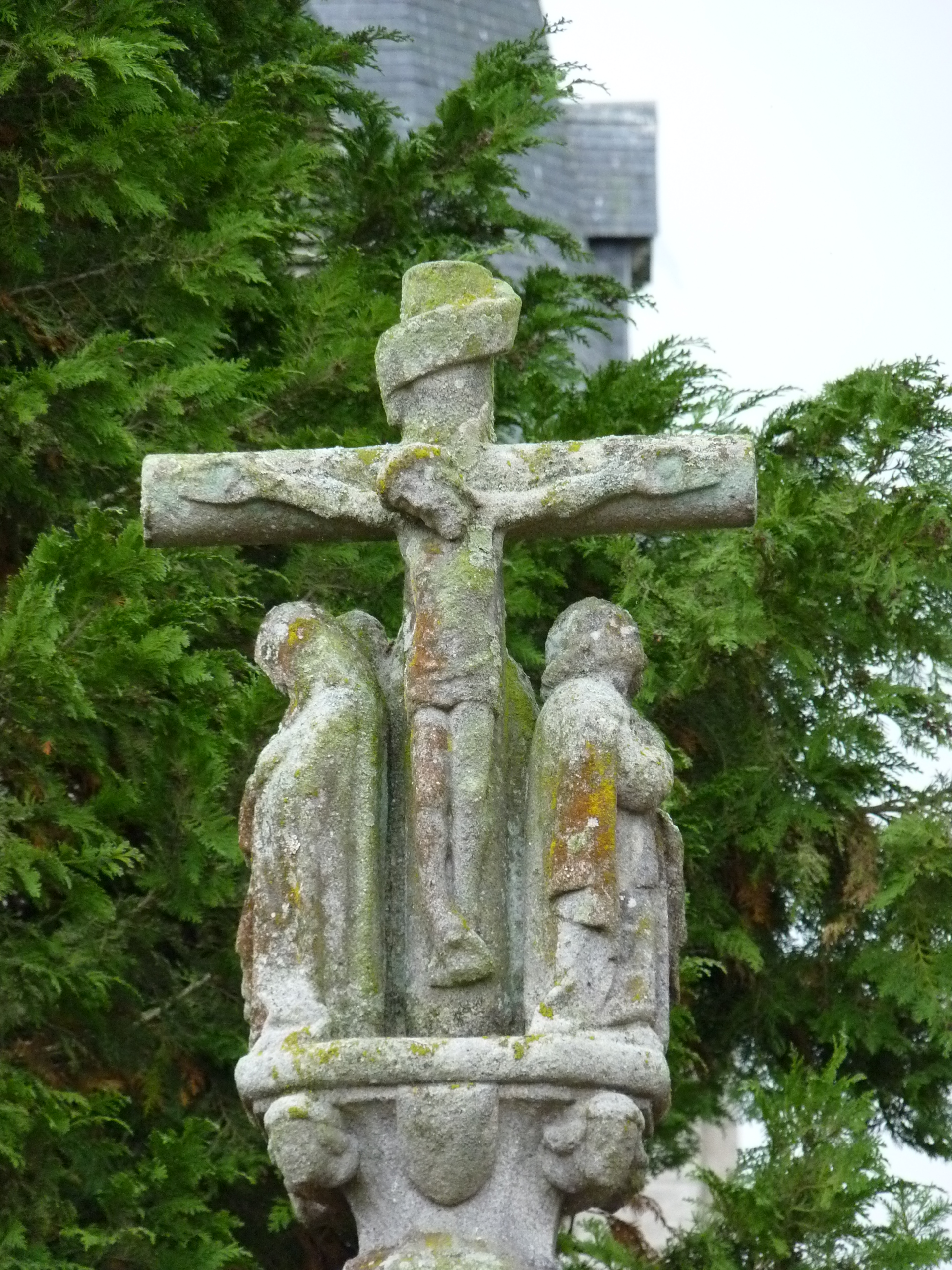
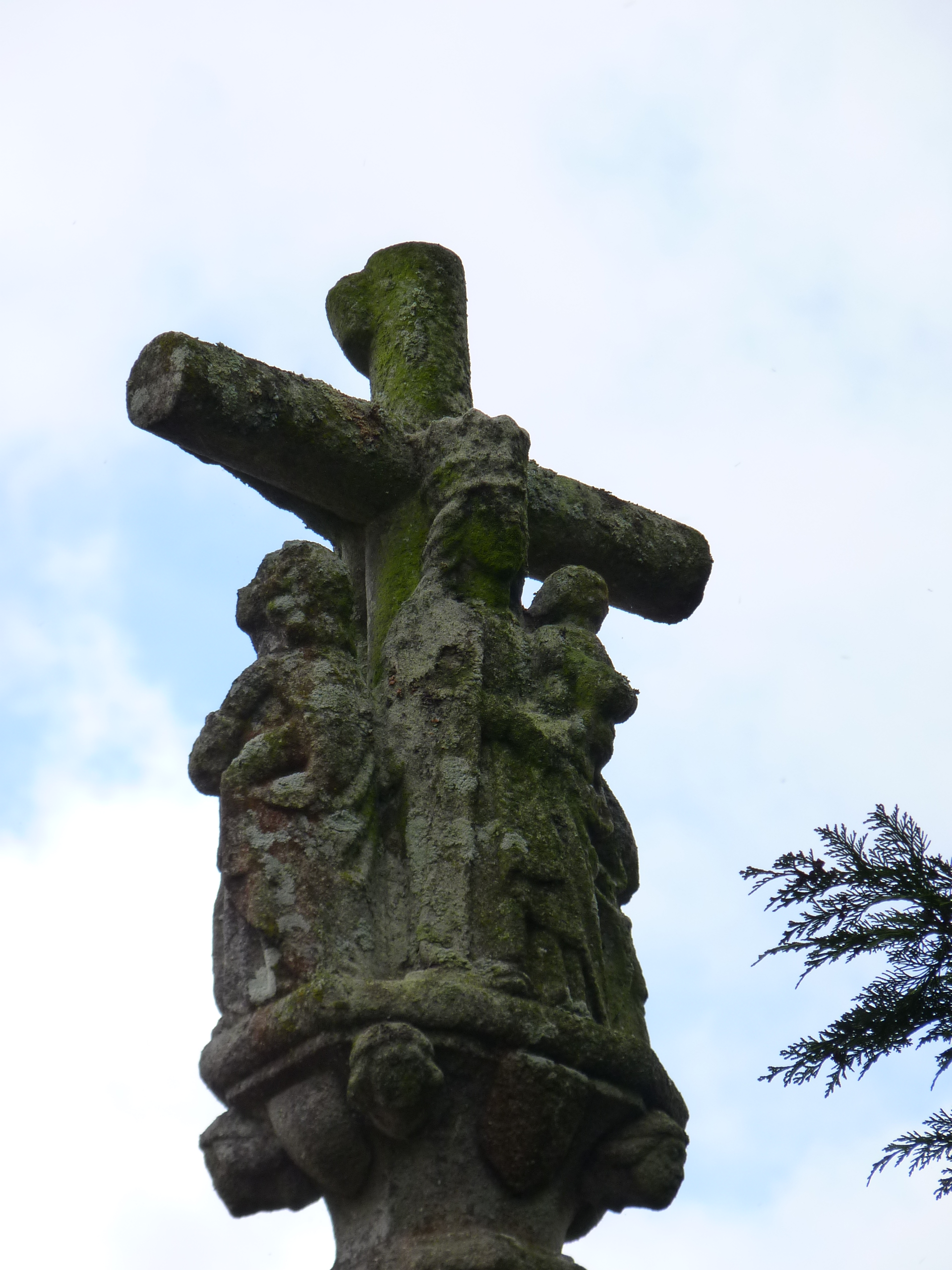